# Ривоче
Ривоче (тиб. རི་བོ་ཆེ་རྫོང་, Вайли: ri bo che rdzong, кит. упр. 类乌齐县, пиньинь Lèiwūqí xiàn) — уезд в городском округе Чамдо, Тибетский автономный район, КНР.

## История
Уезд был создан в 1960 году.

## Административное деление
Уезд делится на 2 посёлка и 8 волостей:
- Посёлок Самдо (桑多镇)
- Посёлок Ривоче (乌齐镇)
- Волость Джигдой (吉多乡)
- Волость Кангсе (岗色乡)
- Волость Пенгда (滨达乡)
- Волость Кармардо (卡玛多乡)
- Волость Самка (尚卡乡)
- Волость Ири (伊日乡)
- Волость Джагсамка (加桑卡乡)
- Волость Чамолинг (长毛岭乡)